# Kincugi

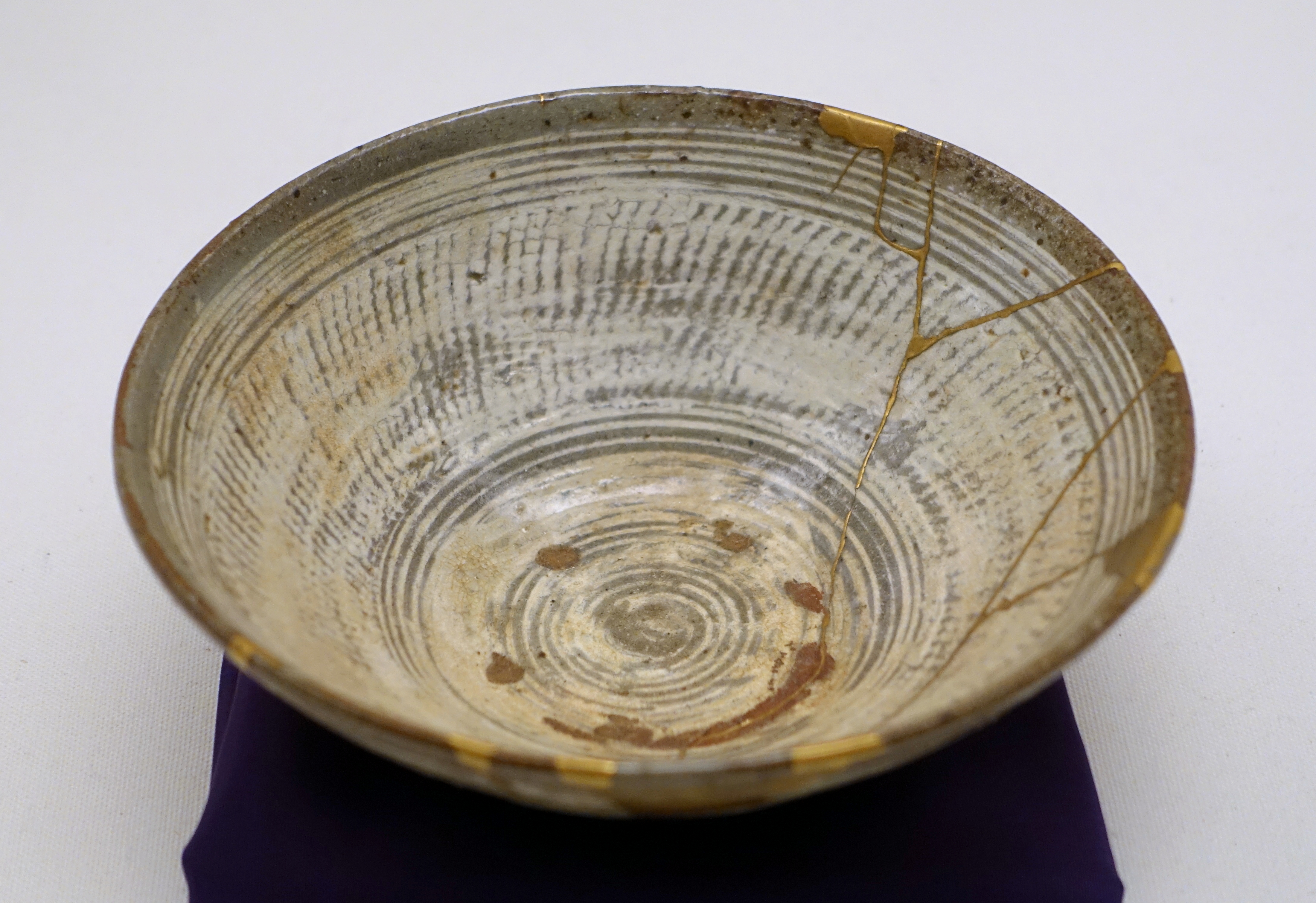
Korejská kameninová miska ze 16. století s opravami vpravo (ve sbírce Ethnologisches Museum Berlin)

Kincugi (金継ぎ, doslova „zlatý/kovový spoj“) nebo kincukuroi (金繕い, „zlatá/kovová oprava“) je japonská umělecká technika aplikovaná na rozbité hrnčířské výrobky. Poškozená část se vyspraví lakem posypaným nebo smíchaným s práškovým zlatem, stříbrem nebo platinou, podobně jako u dekorativního stylu malování vzorů touto směsí maki-e. Filosofií kincugi je považovat poničení a nutnou opravu předmětu jako součást jeho historie spíše než něco hodno skrývání.

## Původ

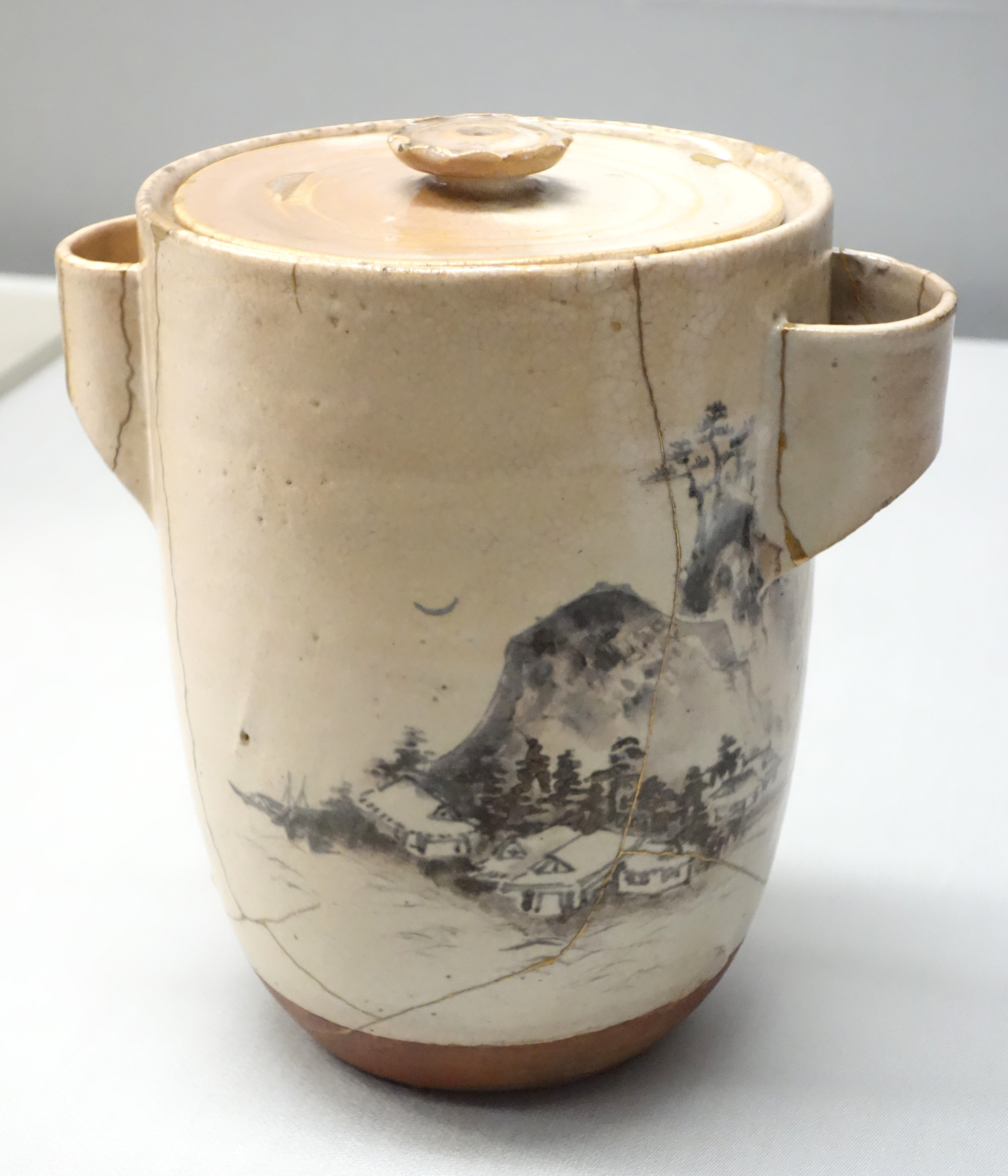
Tenké zlaté linky na opraveném džbánku ze 17. století (období Edo)

Umělecké i čistě užitné uplatnění laku získaného z mízy škumpy lakodárné (Toxicodendron vernicifluum) má v Japonsku tradici trvající několik tisíc let. Kincugi je často spojováno s keramickými nádobami pro japonský čajový obřad čanoju. Podle legendy o vzniku této techniky nechal na konci 15. století japonský šógun Jošimasa Ašikaga poslat poškozenou vzácnou čajovou misku (čavan) se seladonovou glazurou zpět do Číny k opravě respektive nahrazení (líčení příběhu se v tomto rozchází). Miska přišla zpět opravená pomocí kovových svorek, které připadaly šógunovi nevzhledné, což mělo japonské řemeslníky podnítit k vytvoření lépe vypadajícího způsobu opravy keramiky. Na přelomu 16. a 17. století již bylo užívání laku se zlatým práškem k opravě keramiky běžné. Ze 17. století pochází zmínka o válečníkovi, který zbohatl prodejem záměrně rozbitých a tímto způsobem vyspravených čajových misek. Kincugi bylo nejprve mimo Japonsko opomíjeno jako samostatná forma umění, ve 21. století se ale spolu s podobnými technikami dostalo na výstavy např. v Metropolitním muzeu umění, Freer Gallery of Art (v rámci Smithsonova institutu) nebo Herbert F. Johnson Museum of Art.

## Filosofie
Filosofie kincugi je podobná estetickému stylu wabi-sabi, který přijímá a oslavuje nedokonalost a vady. Japonská estetika také oceňuje známky zanechané užíváním předmětu. To může být jedním z důvodů k ponechání a dalšímu užívání předmětu i po jeho rozbití se zvýrazněnými prasklinami a opravami jako událostmi v životě dané věci. Kincugi může být považováno za fyzickou manifestaci Zenového principu mušin (無心 „čistá mysl“), který zahruje koncepty jako žití okamžikem, vyrovnanost se změnami a nezájem aktivně měnit svět. Do povědomí se mimo Japonsko dostalo mimo jiné díky knihám pro osobní rozvoj, které užívají kincugi jako metaforu k přijmutí vlastních nedostatků.

## Typy spojů
Existuje několik hlavních způsobů aplikace kincugi:
- Hibi (ひび) – spojení střepů pomocí zlatého prášku a laku s minimálními mezerami mezi jednotlivými dílky[5]

- Kake no kincugi rei (欠けの金継ぎ例) – pokud není keramický úlomek použitelný nebo chybí, vytvoří se celá jeho náhrada ze zlata respektive zlata a laku[5]

- Jobicugi (呼び継ぎ) – chybějící část se nahradí tvarem podobným kusem z úplně jiné nádoby, čímž vznikne unikátní dílo podobné technice patchwork[5]

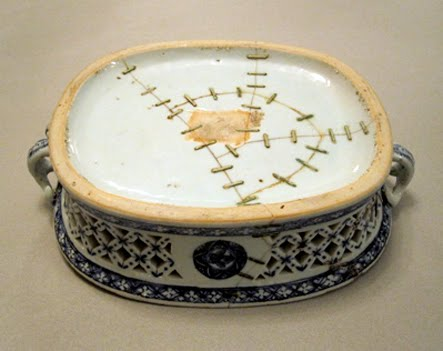
Keramická nádoba z 18. století opravená pomocí kovových sponek

## Podobné techniky
Kovové svorky jsou podobným způsobem používány k opravování keramických výrobků – po obou stranách praskliny jsou vyvrtány malé dírky, do kterých jsou vloženy drátky.